# Región Metropolitana de Florianópolis
La Región Metropolitana de Florianópolis es una región metropolitana de Brasil. Fue creada el 6 de enero de 1998 por la ley estatal n°162. Su capital es Florianópolis, y está formada por 22 municipios conurbanos, 13 en el núcleo metropolitano.

## Municipios

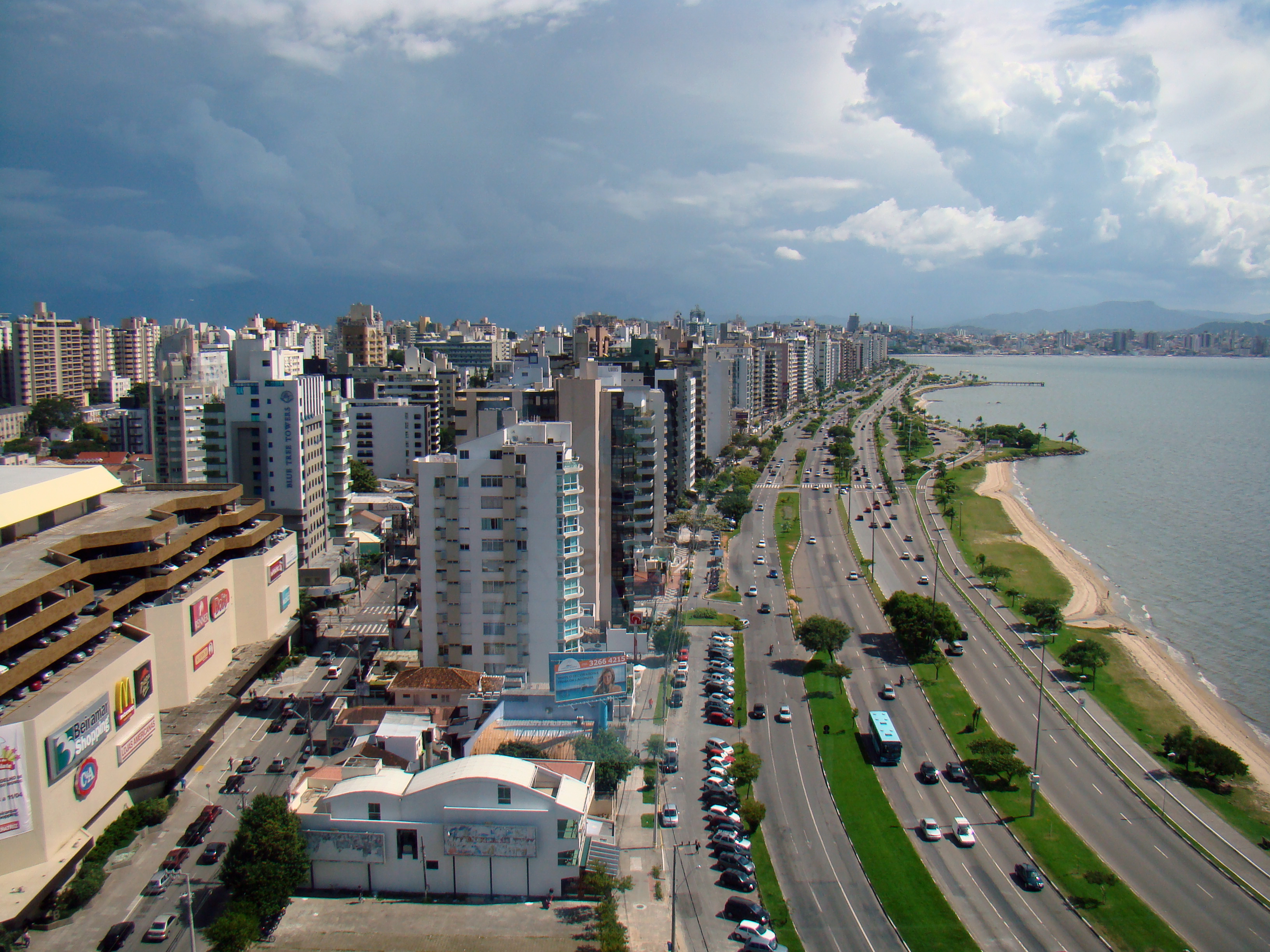
Florianópolis.

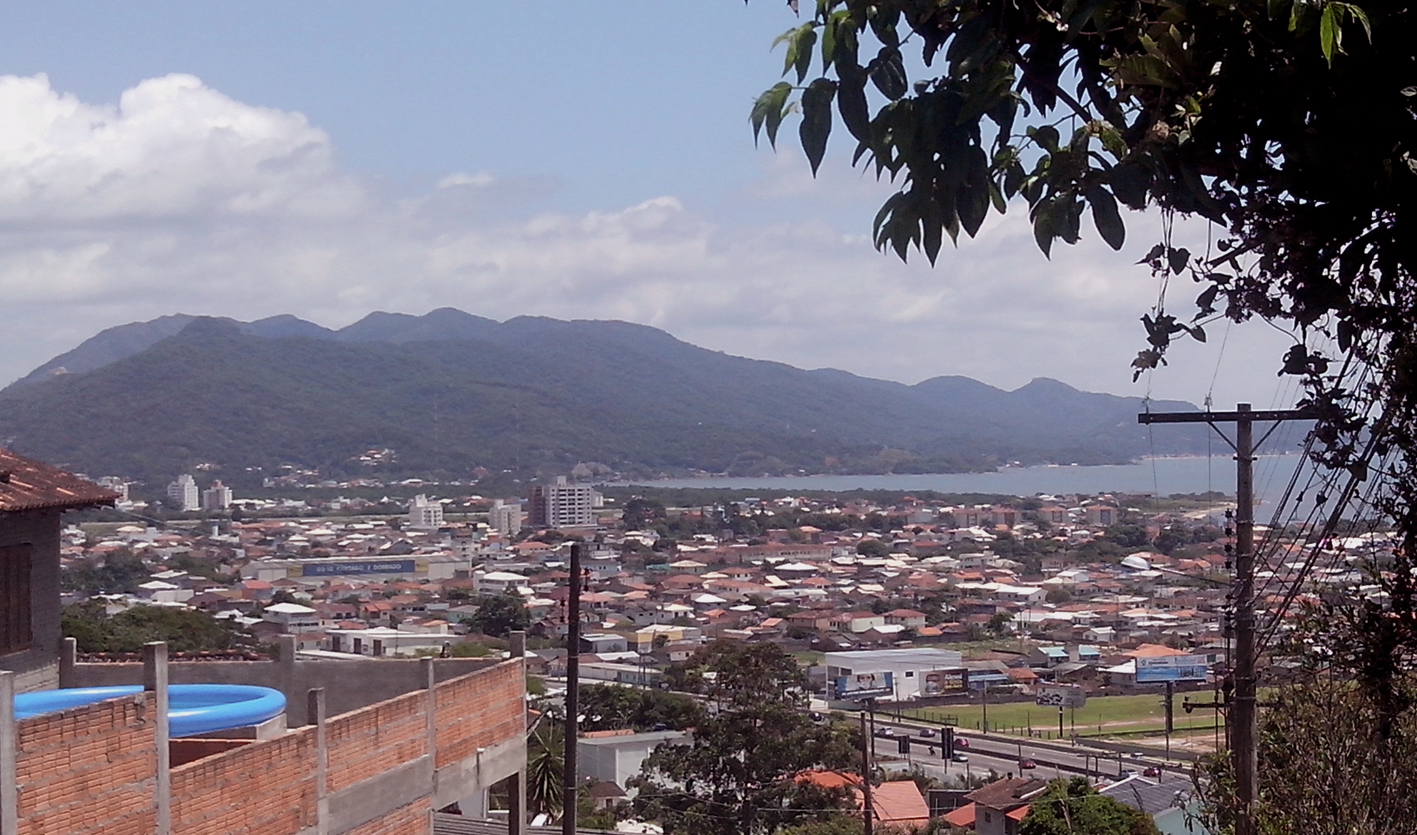
Biguaçu.

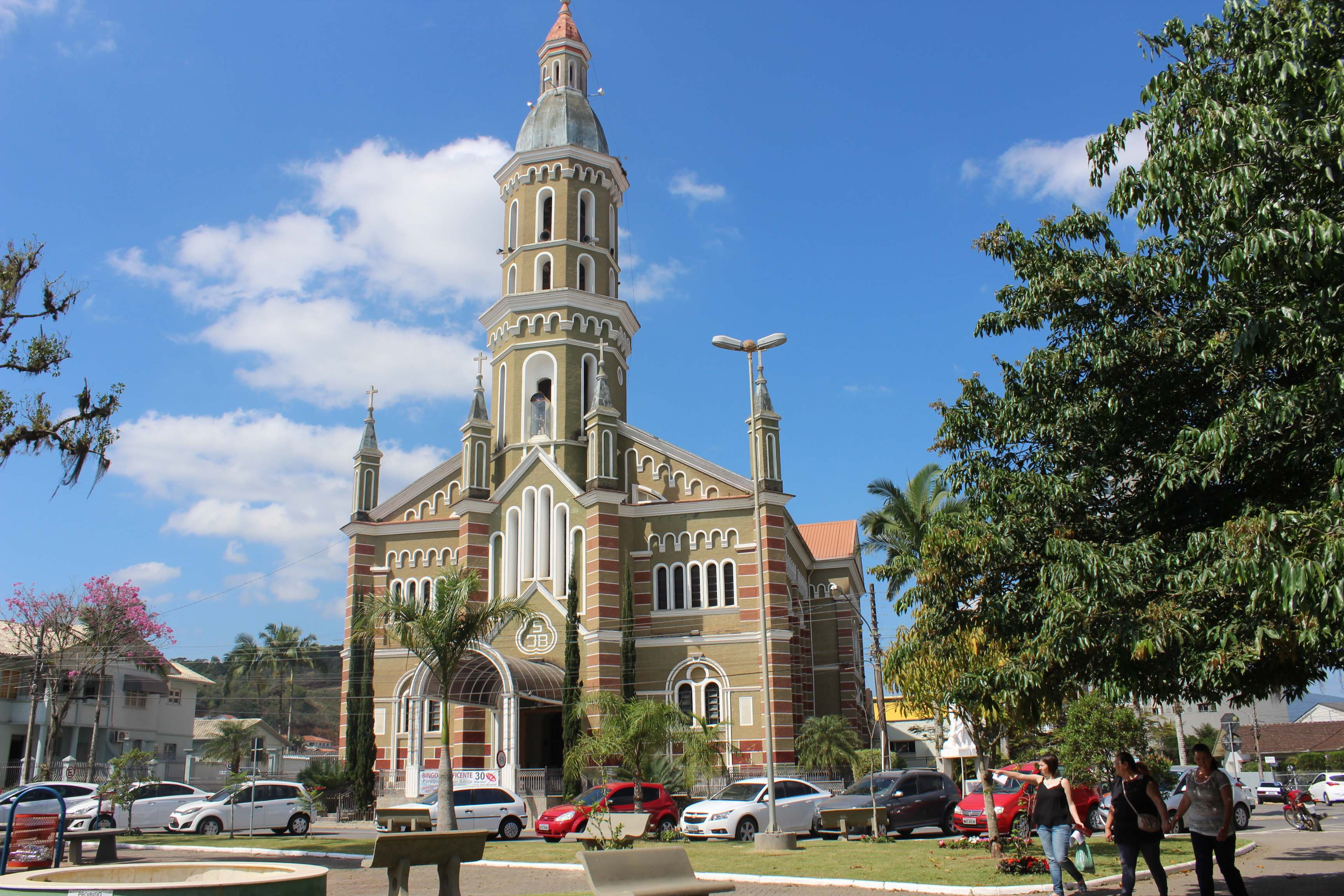
São João Batista.

| Municipio                 | Área (km²)           | Población (2018)     | Densidad dem. (hab/km²) |
| Núcleo metropolitano      | Núcleo metropolitano | Núcleo metropolitano | Núcleo metropolitano    |
| ------------------------- | -------------------- | -------------------- | ----------------------- |
| Florianópolis             | 675.409              | 492 977              | 729.89                  |
| São José                  | 150.453              | 242 927              | 1 614.63                |
| Palhoça                   | 395.133              | 168 259              | 425.82                  |
| Biguaçu                   | 367.891              | 67 458               | 183.36                  |
| Santo Amaro da Imperatriz | 344.049              | 22 905               | 66.57                   |
| Governador Celso Ramos    | 117.185              | 14 333               | 122.31                  |
| Antônio Carlos            | 233.574              | 8 411                | 36.01                   |
| Águas Mornas              | 327.358              | 6 378                | 19.48                   |
| São Pedro de Alcântara    | 140.016              | 5 709                | 40.77                   |
| Total metropolitano       | 2 751.068            | 1 029 357            | 374.16                  |
| Área de expansión         |                      |                      |                         |
| Alfredo Wagner            | 732.768              | 9 984                | 13.62                   |
| Angelina                  | 500.037              | 4 860                | 9.71                    |
| Anitápolis                | 542.12               | 3 236                | 5.96                    |
| Canelinha                 | 152.56               | 12 080               | 79.18                   |
| Garopaba                  | 115.405              | 22 568               | 195.55                  |
| Leoberto Leal             | 291.214              | 3 083                | 10.58                   |
| Major Gercino             | 306.178              | 3 430                | 11.20                   |
| Nova Trento               | 402.891              | 14 312               | 35.52                   |
| Paulo Lopes               | 449.679              | 7 418                | 16.49                   |
| Rancho Queimado           | 286.288              | 2 868                | 10.01                   |
| São Bonifácio             | 460.364              | 2 862                | 6.21                    |
| São João Batista          | 200.582              | 36 244               | 180.69                  |
| Tijucas                   | 279.578              | 37 645               | 134.64                  |
| Total área                | 4 719.664            | 160 590              | 34.02                   |
| RMP                       | 7 470.732            | 1 189 947            | 159.28                  |